# Снегоочиститель узкоколейный
Снегоочиститель узкоколейный — путева́я машина для очистки железнодорожных путей от снега, торфа.

## Типы и конструкция
- Плужные — для очистки путей при глубине снежного покрова до 1,5 м, отбрасывают снег в сторону на расстояние до 4-х метров. Такой тип не позволяет убирать снег со стрелочных переводов и в стеснённых местах.
- Щёточные — для очистки от снега станционных путей и стрелочных переводов.
- Шнеко-роторные / Плужно-роторные — для очистки от снега перегонов и станционных путей при глубине снега более 1 метра, отбрасывают снег в сторону.

Снегоочиститель представляет собой вагон, на котором размещены снегоуборочные устройства, механизмы управления и другое оборудование.

## Плужные
ЛД 24 (Навесной снегоочиститель ЛД 24) — советский, позднее российский плужный снегоочиститель, выпускается Камбарским машиностроительным заводом. Предназначен для патрульной службы на УЖД по уборке снега высотой до 0,5 м, на железных дорогах колеи 750…1067 мм. Снегоочиститель, двигаясь в любом направлении, включая в работу, передний по ходу плуг, производит очистку пути от снега. Рабочее оборудование снегоочистителя навешивается на тепловоз: ТУ7А, ТУ8, ТУ6СПА по концам рамы. Дальность отброса снега снегоочистителем зависит от скорости движения, при 25-35 км/ч снег отбрасывается на расстояние 3-6 м, при 50 км/ч — до 9 метров. На базе снегоочистителей ЛД-24 были созданы ширококолейные самоходные снегоочистители СП-ТГ и ТГМ40С.
СП2 (Снегоочиститель СП2) — советский, позднее российский. Прицепной плужный снегоочиститель, выпускается Камбарским машиностроительным заводом. Предназначен для патрульной службы на железных дорогах для уборки снега на магистральных путях при высоте снега до 0,7 м и ширине очищенной полосы до 3,6 м. Прицепной снегоочиститель для возможности очистки путей от снега. Снегоочиститель типа СП2 установленный на двухосной тележке (в тележке использованы узлы и детали тележки снегоочистителя ТУ7Р), прицепляемой перед поездом.
Снегоочистители типа СО-750 — советский, Камбарского завода и Тульского машиностроительного завода. Снегоочистители выпускались в двух вариантах СО-1-750 и СО-2-750, отличающиеся длиной кузова, базой и шириной раскрытия крыльев. Предназначен для патрульной службы на железных дорогах для уборки снега на магистральных путях при высоте снега. Кузов снегоочистителя деревянный, привод всех органов ручной, снегоочистители оборудовались световой сигнализацией и отоплением печкой буржуйкой, установленной внутри кузова.

## Производители
- Камбарский машиностроительный завод